# 이바라키현 제4구
이바라키현 제4구(일본어: 茨城県第4区)는 일본의 중의원 선거구이다. 1994년 일본 공직선거법이 개정되면서 신설되었다.

## 지역
- 히타치오타시
- 히타치나카시
- 히타치오미야시 (구 덴젠야마 정 일대 제외)
- 나카시
- 구지군

## 역대 국회의원
- 가지야마 세이로쿠 (소속 정당: 자유민주당, 임기: 1996년 ~ 2000년)
- 가지야마 히로시 (소속 정당: 자유민주당, 임기: 2000년 ~ 현재)